# Дионисадес
Диониса́дес, Янисадес (греч. Διονυσάδες ή Γιανυσάδες) — маленькая группа из четырёх необитаемых островов в 17 километрах к северо-востоку от города Сития на Крите. Группа включает в себя острова Янисада, Драгонада и Паксимада. Административно относится к общине Сития в периферийной единице Ласитион.
Острова вместе с северо-восточной оконечностью Крита — мысом Сидерос и островом Эласа входят в охранную сеть «Натура 2000», так как содержат множество редких растений и животных, включая чеглоков Элеоноры (Falco eleonorae), которые обитают в этом заповеднике.
Острова когда-то были местом поклонения древнегреческому богу Дионису. По местному преданию Дионис создал два острова, которые названы в его честь Дионисовыми. Археологи нашли артефакты, относящиеся к античному и раннехристианскому периодам, которые доказывают, то что ранее острова были населены.